# 369134 Mariareiche
369134 Mariareiche è un asteroide della fascia principale. Scoperto nel 2008, presenta un'orbita caratterizzata da un semiasse maggiore pari a 3,0115877 au e da un'eccentricità di 0,2444310, inclinata di 8,82197° rispetto all'eclittica.